# Aralar
|  | No s'ha de confondre amb Serra d'Aralar. |

Aralar va ser un partit independentista i ecosocialista basc encapçalat per Patxi Zabaleta. Creat al 2000 com a corrent crític d'Herri Batasuna, va establir-se com a partit al 2001 desestimant l'entrada a la renovada Batasuna per diferències polítiques i censurant l'activitat d'ETA. Malgrat aquest trencament, més endavant participarien de les coalicions de Nafarroa Bai, Amaiur i d'EH Bildu. Al 2017 decideixen dissoldre el partit en benefici d'EH Bildu.

## Història

### Formació i primers anys
Al 2003 es va presentar a les seves primeres eleccions en solitari. Aralar es va convertir en primera força nacionalista basca a Navarra, amb 24.068 vots i 4 parlamentaris i a la seva capital Pamplona amb 9.437 vots i 2 regidors. En aquesta mateixa comunitat va aconseguir també 3 ajuntaments (Altsasu, Luzaide i Leitza) i 26 regidories. A la Comunitat Autònoma Basca va obtenir 36.091 vots en les juntes generals, amb una representant a Guipúscoa per la comarca de Deba-Urola, que va ocupar al principi Aintzane Ezenarro, qui després va ser substituïda per la regidora d'Elgeta Rebeka Ubera. A les eleccions municipals va aconseguir a la Comunitat Autònoma Basca una representació de 30 regidors i una alcaldia a Zaldibia (Guipúscoa).
Més endavant es va presentar a les eleccions generals de 2004 en coalició amb Zutik per les circumscripcions del País Basc sense aconseguir escons i amb el 3,09% dels vots vàlids. Per a la circumscripció de Navarra van participar en la coalició Nafarroa Bai, obtenint la llista un escó per a la independent Uxue Barkos i un 18,04% del total de vots vàlids, sent la segona vegada que una opció basquista arribava a un dels cinc diputats de la Comunitat Foral, i el major percentatge i de nombre de vots. Es va presentar a les eleccions europees de juny de 2004 en solitari, sense aconseguir escons i amb l'1,26% pel País Basc i el 4,43% a Navarra.
Al novembre de 2004 va tenir lloc a Sant Sebastià el Segon Congrés, en el qual el navarrès Patxi Zabaleta va tornar a ser triat com coordinador general del partit. Es van constituir les joventuts del partit, Iratzarri (Desperta! en èuscar).
La irrupció d'Aralar va provocar un cert moviment en el sector il·legalitzat de l'esquerra abertzale expressat en l'anomenada "Declaració d'Anoeta", però els militants d'Aralar van decidir continuar pel seu propi camí com a partit independent.
El 2005 va aconseguir 28.180 vots en la Comunitat Autònoma Basca i una parlamentària per Guipúscoa: Aintzane Ezenarro. A les eleccions municipals de 2007, Aralar es va presentar en coalició amb Ezker Batua en 112 municipis de la comunitat autònoma basca i en les Juntes Generals del mateix territori i en altres 26 en solitari o en plataformes. Va aconseguir així mateix 56 regidors propis, (sense treure els que serien de les llistes il·legalitzats d'ANV) anant en solitari o amb la coalició. Aralar també va obtenir 4 diputats propis del grup de 12 de la coalició a Biscaia, Àlaba i Guipúscoa. A Navarra, i dintre de la coalició electoral Nafarroa Bai van aconseguir 77.625 vots i 5 dels 12 parlamentaris al Parlament de Navarra i 4 de 8 a Pamplona. El cap de llista de la coalició al parlament va ser el cap d'Aralar Patxi Zabaleta, i la candidata a alcaldessa de Pamplona Uxue Barkos.

### Unificació de l'espai abertzale
A partir del seu V Congrés i fruit dels canvis generacionals i polítics en l'espectre abertzale i d'esquerres a Euskal Herria, van prendre la decisió d'impulsar candidatures àmplies i conjuntes amb altres forces (EA, AB, Bildu...), el que va facilitar l'entesa per la participació en Amaiur al 2011 i d'EH Bildu al 2012, provocant però tensions internes.
Al 2017 Aralar celebrarà el seu darrer Congrés, on van prendre la decisió de dissoldre el partit, en considerar aconseguits els objectius que l'esquerra abertzale defensés tots els drets humans, que hagués millorat la seva democràcia interna i que admetés els corrents interns.

## Resultats electorals

### Eleccions al País Basc
| Any  | Vots          | %             | Escons | +/- | Notes          |
| ---- | ------------- | ------------- | ------ | --- | -------------- |
| 2005 | 28.180        | 2,33          | 1 / 75 | Nou |                |
| 2009 | 62.514        | 6,03          | 4 / 75 | 3   |                |
| 2012 | Dins EH Bildu | Dins EH Bildu | 3 / 75 | 1   | De 21 diputats |
| 2016 | Dins EH Bildu | Dins EH Bildu | 1 / 75 | 2   | De 17 diputats |

### Eleccions a Navarra
| Any  | Vots              | %                 | Escons | +/- | Notes          |
| ---- | ----------------- | ----------------- | ------ | --- | -------------- |
| 2003 | 24.068            | 8,02              | 4 / 50 | Nou |                |
| 2007 | Dins Nafarroa Bai | Dins Nafarroa Bai | 5 / 50 | 1   | De 12 diputats |
| 2011 | Dins Nafarroa Bai | Dins Nafarroa Bai | 5 / 50 | =   | De 8 diputats  |
| 2015 | Dins EH Bildu     | Dins EH Bildu     | 1 / 50 | 4   | De 8 diputats  |

### Eleccions Generals
| Any  | Vots                  | %                     | Diputats | +/- | Senadors | +/- | Notes                       |
| ---- | --------------------- | --------------------- | -------- | --- | -------- | --- | --------------------------- |
| 2004 | Dins NB i amb Zutik   | Dins NB i amb Zutik   | 0 / 350  | Nou | 0 / 208  | Nou | D'un diputat (NB)           |
| 2008 | Dins NB i en solitari | Dins NB i en solitari | 0 / 350  | =   | 0 / 208  | =   | D'un diputat (NB)           |
| 2011 | Dins Amaiur           | Dins Amaiur           | 1 / 350  | 1   | 0 / 208  | =   | De 7 diputats i 3 senadors. |
| 2015 | Dins EH Bildu         | Dins EH Bildu         | 0 / 350  | 1   | 0 / 208  | =   | De 2 diputats               |
| 2016 | Dins EH Bildu         | Dins EH Bildu         | 0 / 350  | =   | 0 / 208  | =   | De 2 diputats               |

### Eleccions europees
| Any  | Vots                       | %                          | Escons | +/- | Notes             |
| ---- | -------------------------- | -------------------------- | ------ | --- | ----------------- |
| 2004 | 19.993                     | 0,13                       | 0 / 54 | Nou |                   |
| 2009 | Dins l'EP - Verds          | Dins l'EP - Verds          | 1 / 54 | 1   | Rotatori (un any) |
| 2014 | Dins Els Pobles Decideixen | Dins Els Pobles Decideixen | 0 / 54 | 1   | D'un eurodiputat  |